# اصول یازده‌گانه عرفان نقشبندی
اصول یازده گانه نقشبندی یا «قواعد یا اسرار نقشبندیه» که در فارسی با نام کلیمة قدسیه («کلمات مقدس» یا «کلمات با فضیلت») شناخته می‌شود، منظومه ای از اصول و رهنمودهایی است که به عنوان تمرین‌های عرفانی یا برای تشویق برخی حالات ترجیحی وجود، در طریقت تصوف عرفان اسلامی استفاده می‌شود.

## زمینه
در ابتدا هشت اصل وجود داشت که توسط معلم صوفی آسیای مرکزی ، عبدالخالق گجادوانی (متوفی ۱۱۷۹) تدوین شد که سه اصل از یازده مورد آخر بعداً توسط بهاءالدین نقشبند بخاری (۱۳۸۹–۱۳۱۸)، مؤسس فرقه نقشبندی، اضافه شد. هر دو خواجگان (استادان) طریقت صوفیانه (راه، طریق یا روش) بودند.
این اصول به گونه ای طراحی شده‌اند که در ذهن وجود داشته باشند و به عنوان تمرین‌ها یا تمرین‌های معنوی در نظام رشد معنوی نقشبندی مورد استفاده قرار گیرند. آنها تحت آموزش انفرادی انجام می‌شوند، به‌طور ماهرانه تجویز می‌شوند، برای تغییرات نظارت می‌شوند، و با دقت توسط معلم تنظیم می‌شوند، نه اینکه به‌طور خودکار انجام شوند.
این اصول از طریق آثار نویسندگان ادریس شاه، جان جی. بنت ، عمر علی شاه و جی. اسپنسر تریمینگهام، مورد توجه مخاطبان غربی معاصر قرار گرفته‌است. این تمرین‌ها جنبه مهمی از کار عمرعلی‌شاه با گروه‌هایی در سنت مدرن نقشبندی در غرب بود. به عنوان مثال، یکی از کتاب‌های ویرایش‌شده علی‌شاه به نام «قواعد یا اسرار نقشبندیه» به این موضوع اختصاص داشت.

## اصول یازده گانه
اصول یازده گانه به شرح زیر است، به ترتیب استفاده شده توسط ادریس شاه در یک عقرب معطر نشان داده شده‌است، که کمی متفاوت است (در موارد ۵ تا 8) با دستور ارائه شده توسط عمرعلی شاه:
1. هش دار دم (یا هوش دار دم) - آگاهی از تنفس

آگاه بودن یا آگاه بودن از تنفس خود. تنفس عمیق با ریتم طبیعی بدون مشغول شدن به نفس کشیدن. دم و بازدم با یاد خدا.
۲. نظر با کدم (یا نظر بر قدم) - مراقب پله‌ها
مراقب قدم‌های خود، یعنی آگاهی از نیت. توجه و منحرف نشدن از هدف، حفظ آگاهی و گشودن به فرصت‌ها، تا در زمان مناسب کار درست را انجام دهد.
۳. سفر در وطن - سفر در میهن
سفر درونی، یعنی در درون خود، خود را به گونه ای منفک و نه بیش از حد انتقادی، عبرت گرفتن از خطاها و سیر کردن از صفات مذموم به ستوده.
۴. خلوت در انجمن (یا خلوت در انجمن) - بازنشستگی در جمع
ایجاد توانایی جدا شدن و فاصله گرفتن از سر و صدای بیرونی، مزاحمت و سردرگمی در هنگام همراهی، و آرام ماندن، شاید به کمک ذکر، تمرینی برای یاد خدا. همچنین توانایی جلب توجه مجدد به ظاهر در صورت لزوم. اگر چه صوفی در ظاهر در دنیاست، اما در باطن با خداست.
۵. یاد کردن ( یا ید کرد) - به یاد آوردن، یادآوری تمرینات
یادآوری تجربیاتی که فرد داشته‌است و آن یکی بخشی از سنت است که می‌توان از آن انرژی مثبت گرفت و نیرو گرفت. استفاده از ذکر باطنی یا باطنی، ذکر یا «ذکر» اسماء الهی، برای مواظبت و هوشیاری و آگاهی دل از حضور حق (الحق).
۶. بازگشت (یا بازگشت) - مهار
انضباط نفس، مثلاً پرورش صفت صبر، دور نگه داشتن افکار از گمراهی هنگام تکرار شهادت (اعلام یگانگی خدا و پذیرش پیامبرش)، توبه و بازگشت به حق.
۷. نگار داشتن (یا نگه داشت) - مراقبت، استفاده از استعدادهای خاص
تمرکز بر حضور خداوند. هوشیار بودن، مراقب بودن و پذیرفتن ادراکات ظریف، انرژی مثبت، فرصت‌های مثبت و تأثیرات مثبت. مراقب افکار در حال عبور بودن
۸. یاد داشتن (یا ید دشت) - حفظ حافظه، احساس وجود و بدن.
احساس وجود و بدن خود، یادآوری خاطرات مثبت و تجربیات مثبت.
۹. اوکوفی زمانه (یا وقوف زمانی) - توقف زمانی (یا مکث)
تعلیق عقل، قضاوت، پیش داوری‌ها و فکر مشروط. بازنگری افکار و اعمال خود حساب کردن نحوه گذراندن وقت خود، شکرگزاری برای اعمال صالح و طلب بخشش برای اعمال نادرست.
۱۰. اکوفی اعدادی (یا وقوف اعدادی) - توقف شماره (یا مکث)
انجام تمرینات شامل اعداد، مانند آگاهی از تعداد تکرارها هنگام انجام تمرین ذکر قلب خاموش، و همچنین اشکال خاصی از شمارش با استفاده از سیستم ابجد.
۱۱. قلبی اکوفی (یا وقوف قلبی) - توقف قلب (یا مکث) یا تجسم
تجسم قلب (قلب) که شاید نام خدا بر آن حک شده باشد و با حقیقت یا با خدا همذات پنداری کند.

## یادداشت
1. ↑  Algar, Hamid (1976). "The Naqshbandī Order: A Preliminary Survey of Its History and Significance". Studia Islamica. Maisonneuve & Larose (44): 123–152. doi:10.2307/1595445. JSTOR 1595445.
2. 1 2  Shah, Idries (1978). A Perfumed Scorpion: A Way to the Way. Octagon Press. p. 86. ISBN 0-900860-62-6.
3. ↑  Ali-Shah, Omar (1998). The Rules or Secrets of the Naqshbandi Order. Tractus Books. p. 10. ISBN 2-909347-09-5. Editor: Hayter, Augy.
4. ↑  Ali-Shah, Omar (1998). The Rules or Secrets of the Naqshbandi Order. Tractus Books. pp. all. ISBN 2-909347-09-5. Editor: Hayter, Augy.
5. ↑  Trimingham, J. Spencer (1998). The Sufi Orders of Islam. Oxford University Press. pp. 203–204. ISBN 0-19-512058-2.
6. ↑  In A Perfumed Scorpion, Idries Shah gives the order of the first eight principles as shown in this article, and the first eight accord with those given at naqshbandi.org, whereas Omar Ali-Shah gives the order as:
  1. Hush dar dam - awareness of breathing
  2. Nazar ba kadam - watching over the steps
  3. Safar dar watan - travelling in the Homeland
  4. Khilwat dar anjuman - retirement in company
  5. Neegar dashtan - watchfulness, use of special faculties
  6. Yad dashtan - keeping of the memory, sensing of the being and the body
  7. Yad kardan - remembering, recollecting exercises
  8. Baaz gasht - restraint

All are agreed about the order of the last three principles:
  1. Ukufi zamani - time-halt
  2. Ukufi adadi - number-halt
  3. Ukufi qalbi - heart-halt or visualisation.
7. ↑  A system whereby the letters of significant words are assigned numerical equivalents. The numbers are then added together to form a number believed to be equivalent of and representative of the concept behind the word. See mentions throughout Shah, Idries (1999). The Sufis. Octagon Press. شابک ‎۰−۸۶۳۰۴−۰۷۴−۸. First published 1964.